# Aeropuerto de Aupaluk
El Aeropuerto de Aupaluk (del inglés: Aupaluk Airport) (IATA: YPJ, OACI: CYLA) está ubicado a 0,2 MN (0,37 km; 0,23 mi) al este de Aupaluk, Nunavut, Canadá y es operado por el gobierno de Nunavut. 

## Aerolíneas y destinos
- Air Inuit
  - Kuujjuaq / Aeropuerto de Kuujjuaq
  - Kangirsuk / Aeropuerto de Kangirsuk
  - Tasiujaq / Aeropuerto de Tasiujaq